# مشاع عباس حيدري (اسماعيلي كرمان)
مشاع عباس حیدري (بالإنجليزية: Masha-ye Abbas Heydari)‏ هي منطقة سكنية تقع في إيران في منطقة إسماعيلي.